# Esquirol volador d'Amèrica meridional
L'esquirol volador d'Amèrica meridional (Glaucomys volans) és una espècie de rosegador de la família dels esciúrids. Viu al Canadà, els Estats Units, Mèxic, Guatemala i Hondures. Es tracta d'un animal nocturn que s'alimenta d'una varietat de matèria vegetal i animal. Els seus hàbitats naturals són els boscos caducifolis i mixtos. És una espècie en risc mínim, és a dir, no sembla que hi hagi cap amenaça significativa per a la seva supervivència.